# Woodsia (animal)
Woodsia es un género de peces que pertenece a la familia Phosichthyidae.

## Especies
Especies reconocidas del género:
- Woodsia meyerwaardeni G. Krefft, 1973
- Woodsia nonsuchae (Beebe, 1932)